# ليو ليلي
ليو ليلي هي دراجة صينية، ولدت في 25 ديسمبر 1994.

## روابط خارجية
- ليو ليلي على موقع أرشيف الدراجات (الإنجليزية)